# Mount Moroto
Mount Moroto ist ein inaktiver Vulkan im Distrikt Moroto in Uganda nahe der Grenze zu Kenia. Er liegt nördlich des Mount Elgon und gehört wie dieser zum Ostafrikanischen Graben. Am Berg wird Kalkstein abgebaut.
Besonders auffällig ist der Vogelreichtum seiner Wälder.